# Гантимуров, Николай Иннокентьевич
Никола́й Инноке́нтьевич Гантиму́ров (14 ноября 1880 — 1 сентября 1924) — офицер Российской империи, участник обороны Порт-Артура.

## Биография
Происходил из маньчжурского княжеского рода Гантимуровых. Закончил Сибирский кадетский корпус и Павловское военное училище (1901 год) по 1 разряду, после чего 13 августа 1901 года получил чин подпоручика. По собственному желанию назначен в Енисейский резервный батальон в Иркутске.
С 15 июля 1903 года по собственному желанию был переведён в Порт-Артурский крепостной пехотный полк (впоследствии 25-й Восточно-Сибирский пехотный полк), где 10 сентября стал младшим офицером 8-й роты.
С началом русско-японской войны 26 января 1904 года служил ординарцем в штабе крепости, 10 марта назначен личным адъютантом командира 3-го Сибирского армейского корпуса генерала А. М. Стесселя.
20 августа 1904 годы князь Гантимуров был переведён в 9-й Восточно-Сибирский пехотный полк, где 28 февраля 1907 года стал младшим офицером 13-й роты, а 3 апреля 1907 года — командиром 5-й роты.
По свидетельствам очевидцев Гантимуров в качестве адъютанта Стесселя был постоянно посылаем им по различным поручениям. В начале мая был послан в Маньчжурскую армию с донесением, вернулся по свидетельству подполковника С. А. Рашевского «часть пути проделав помещаясь между двумя днищами лодки»
В июне второй раз успешно прорвал блокаду Порт-Артура на борту миноносца «Лейтенант Бураков», переправив донесения в Чифу.
13 июня 1905 года получил чин поручика (по некоторым сведениям был переименован в поручика гвардии из армейского штабс-капитана)
В 1907 году проходил свидетелем по делу о сдачи Порт-Артура генералом Стесселем.
10 апреля 1908 года стал поручиком гвардии и переведён в роты дворцовых гренадер. С 24 мая 1909 года — командующий Московским отрядом роты (утверждён в должности 7 октября 1909). В 1913 году получил чин капитана гвардии. Прослужил до 1917 года.
Был женат на караимке Анне Исааковне Борю. После революции 1917 года оказался на юге страны. По свидетельству дочери Зои Николаевны Борю, жил в Севастополе, несколько раз выезжал за границу.
После краха белого движения переехал в Москву, где работал десятником на песчаном карьере.
24 апреля 1924 годы был арестован по обвинению в участии в контрреволюционной организации.
25 августа 1924 годы коллегией ОГПУ приговорён к расстрелу. Расстрелян 1 сентября 1924 года. Похоронен на территории Яузской больницы в Москве.
Реабилитирован посмертно.

## Награды
- Орден Святой Анны 4-й степени (10 марта 1904)
- Орден Святого Станислава 3-й степени с бантом и мечами (4 мая 1904) — за прорыв с 12 казаками через японское сторожевое охранение в Маньчжурскую армию)
- Орден Святой Анны 3-й степени с бантом и мечами (21 июня 1904) — за прорыв блокады на миноносце «Лейтенант Бураков»
- Орден Святого Георгия 4-й степени (4 апреля 1905) — «За отличия в делах с японцами при отбитии штурмов Порт-Артура в сентябре, октябре, ноябре и декабре 1904 года»
- Орден Святого Станислава (около 1912 года)
- Орден Изабеллы Католической (Испания) (20 января 1911)
- Орден Вазы (Швеция) (20 января 1911)

## Память

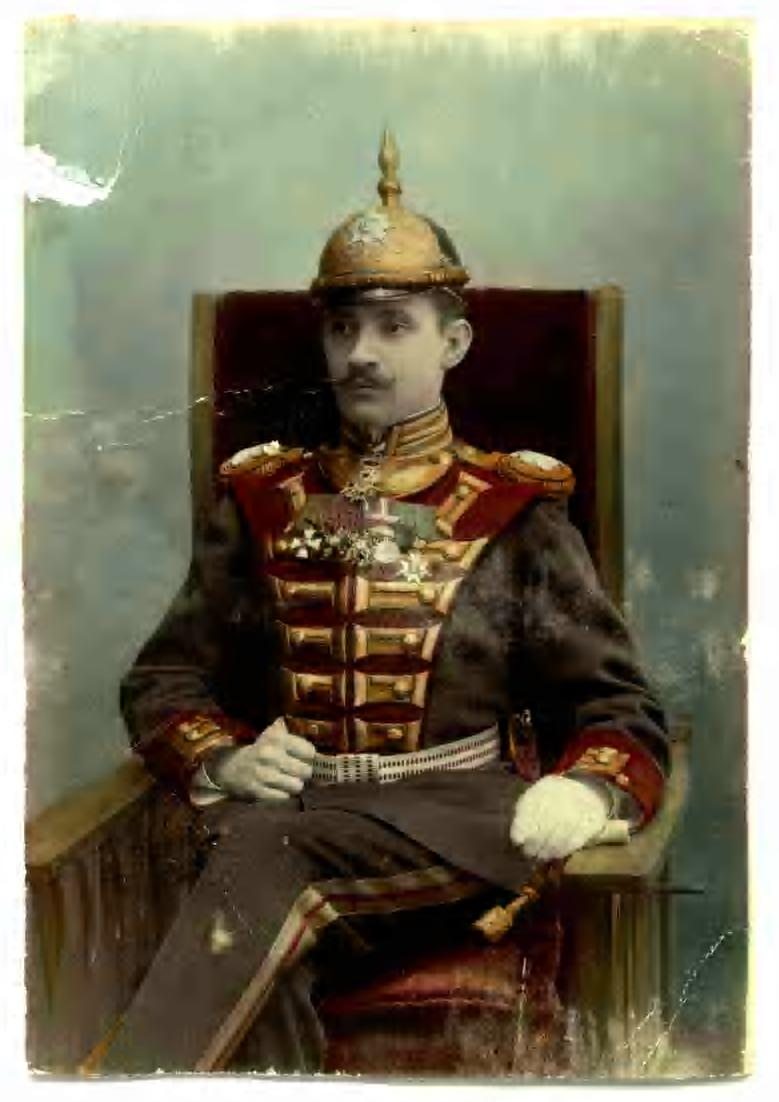
Николай Гантимуров в парадной форме дворцового гренадера

Личность князя Гантимурова освещается весьма неоднозначно. Ещё в ходе следствия о сдаче крепости её комендант генерал-лейтенант К. Н. Смирнов заявлял, что орден Святого Георгия получен Гантимуровым безо всяких на то оснований, просто из личной благосклонности к нему А. М. Стесселя. Другие участники процесса о роли Гантимурова в обороне умолчали. Однако сам Стессель утверждал, что «Поручик князь Гантимуров был представлен к ордену Св. Георгия IV степени не им, обвиняемым, а собранною под его председательством Кавалерскою думою ордена, за то, что был два раза посылаем охотником в армию, а 20 июня на Зелёных горах оказал подвиг мужества, выведя под огнём пулеметы и установив их удачно на позицию, причем был тяжело ранен».
Однако по другим источникам Гантимуров был ранен 20 июня (сразу после возвращения на миноносце «Лейтенант Бураков» во время штурма горы Куинсан. Шрапнель попала в лошадь Гантимурова, ранив и его. Князь упал, зацепившись за стремя. Бывший поблизости полковник Ирман высвободил его. Гантимурова унесли на носилках с несколькими ранениями. Ни о каких пулемётах на Зелёных горах не упоминается. Однако по результатам расследования награждение орденом не было отменено.
В романе А. Н. Степанова «Порт-Артур» князь Гантимуров представлен ничтожной личностью, подлецом и предателем, да ещё и с наследственным сифилисом. Кроме того, в романе Гантимуров был убит. Автор при жизни позиционировал себя как участника обороны крепости, претендуя, таким образом, на достоверность своего романа. В 2010 году исследователи Д. К. Николаев и О. В. Чистяков убедительно доказали, что А. Н. Степанов в Порт-Артуре никогда не был, хотя, по признанию действительных участников обороны, и продемонстрировал в романе «осведомленность о бесконечных сплетнях того времени».
Во дворе Яузской больницы установлен памятник с указанием имён расстрелянных, среди которых значится и князь Гантимуров.